# GL Возничего
GL Возничего (лат. GL Aurigae) — двойная затменная переменная звезда (E) в созвездии Возничего на расстоянии приблизительно 4275 световых лет (около 1311 парсеков) от Солнца. Видимая звёздная величина звезды — от +15m до +13,5m.

## Характеристики
Первый компонент — жёлтая звезда спектрального класса G. Радиус — около 2,71 солнечных, светимость — около 5,222 солнечных. Эффективная температура — около 5299 К.